# Tanatchivia hradskyi
Tanatchivia hradskyi är en tvåvingeart som beskrevs av Tomasovic och Smets 2007. Tanatchivia hradskyi ingår i släktet Tanatchivia och familjen rovflugor.
Artens utbredningsområde är Kambodja. Inga underarter finns listade i Catalogue of Life.